# Matanuska (ledovec)

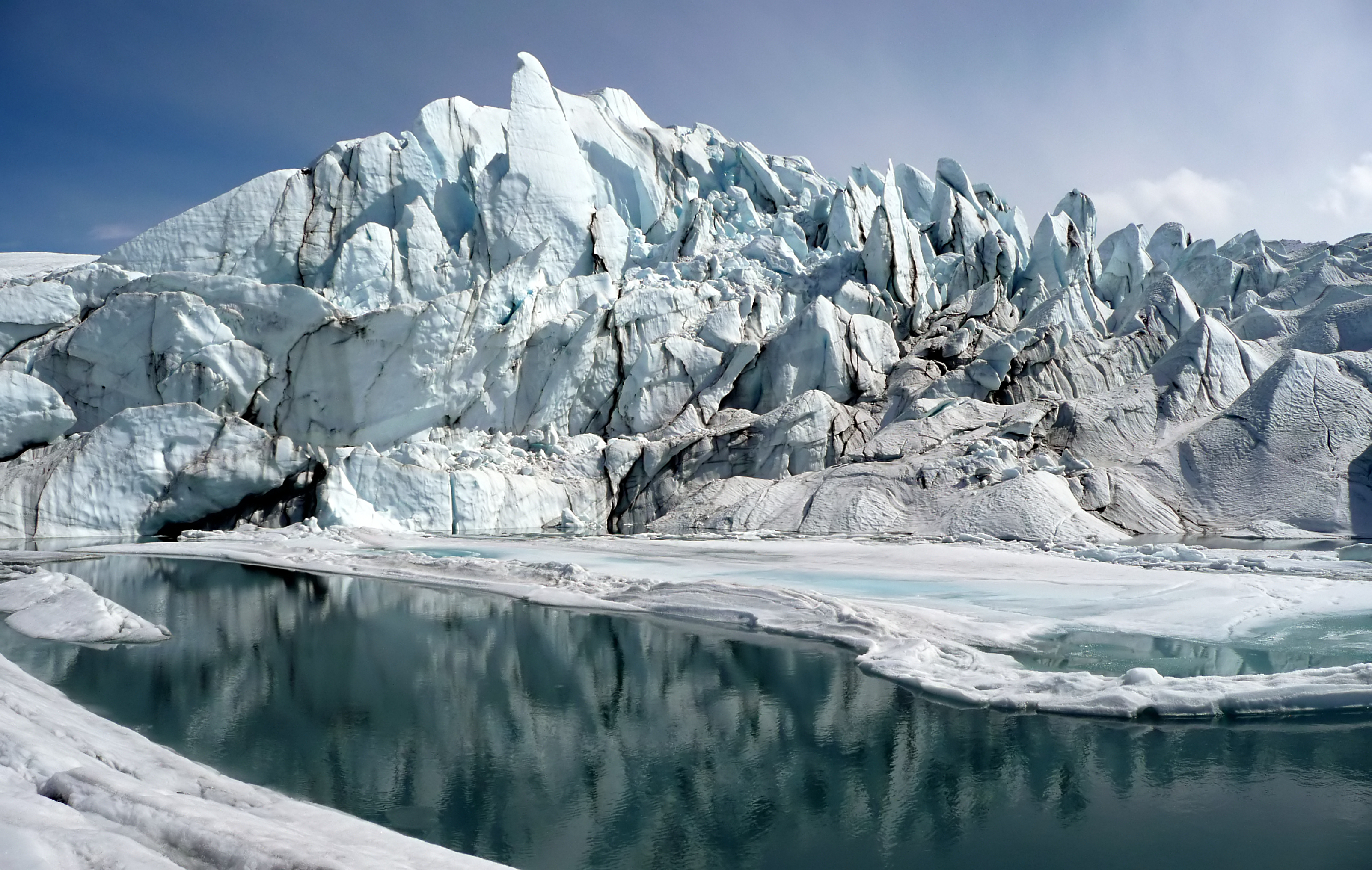
Čelo ledovce

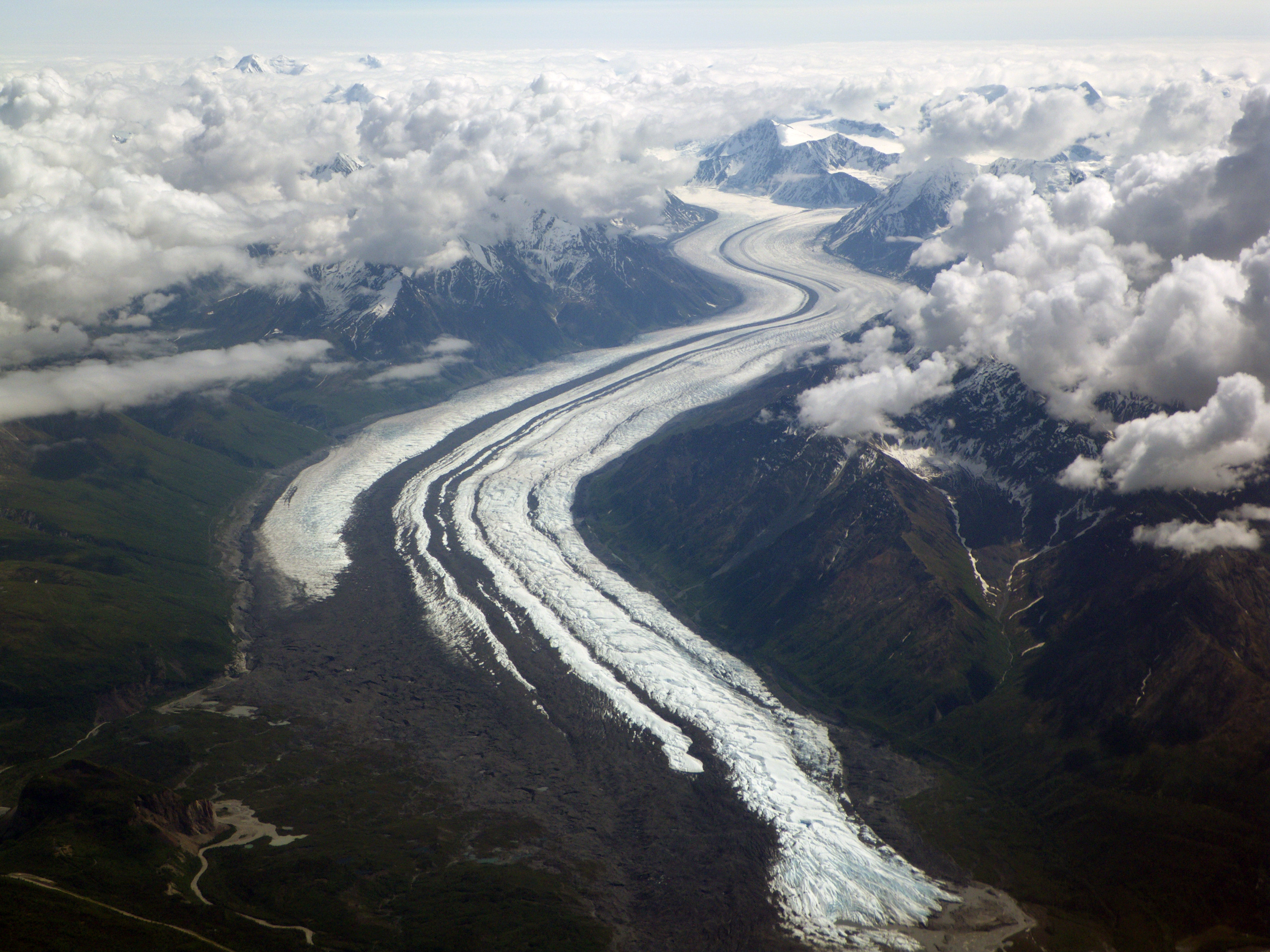
Pohled na ledovec z 6 km

Matanuska je údolní ledovec ve státě Aljaška v USA. Se svou délkou 43 km a šířkou 6,4 km se ve Spojených státech jedná o největší ledovec dostupný automobilem. Čelo ledovce napájí řeku Matanuska. Ledovec Matanuska se nachází poblíž silnice Glenn Highway, přibližně 160 km severovýchodně od Anchorage. Ledovec se pohybuje rychlostí 30 cm/den.
Kvůli tání spodního ledovce se za posledních 30 let poněkud změnilo umístění čela ledovce.
Po ledovci je pojmenován trajekt MV Matanuska společnosti Alaska Marine Highway.